# Diözese Carlisle

Wappen

Das Bistum Carlisle (lat.: Dioecesis Carleolensis) ist eine anglikanische Diözese in der Kirchenprovinz York der Church of England mit Sitz in Carlisle. Bis zur englischen Reformation war es eine römisch-katholische Diözese. Jetziger Bischof ist James William Scobie Newcome.

## Gebiet
Das Gebiet des Bistums umfasst Cumbria.
Ein Suffraganbistum besteht in Penrith. Archidiakonate bestehen in Carlisle, West Cumberland sowie Westmorland and Furness.

## Geschichte

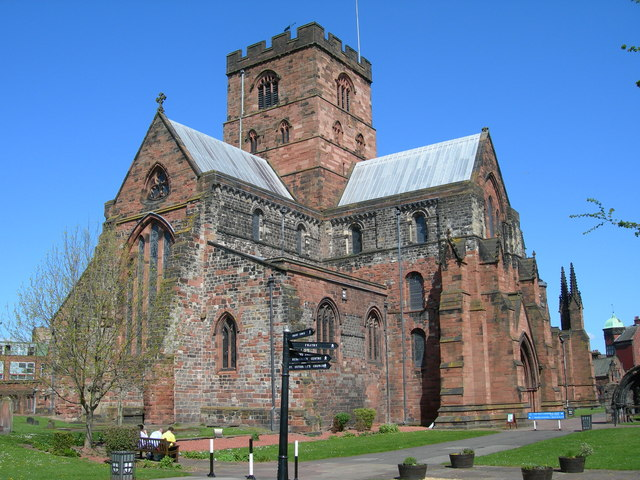
Kathedrale von Carlisle

Das Bistum wurde am 11. April 1132 aus Gebietsabtretungen des Bistums Durham errichtet. Am 2. Mai 1223 wurde die Gründung des Bistums durch Papst Honorius III. bestätigt. Der erste Bischof war Athelwold, der der Beichtvater von König Heinrich I. war. Sein Sitz befand sich im Augustinerkloster der Stadt Carlisle.
Das katholische Bistum Carlisle war dem Erzbistum York als Suffraganbistum unterstellt. Es umfasste die Grafschaften Cumberland und Westmorland in England. Der letzte römisch-katholische Bischof, Owen Oglethorpe, wurde am 26. Juni 1559 von Königin Elisabeth I. abgesetzt, weil er sich weigerte, die Suprematsakte zu unterzeichnen. Bischof Owen Oglethorpe starb am 3. Dezember desselben Jahres im Gefängnis.
John Best war der erste anglikanische Bischof. 